# Чемпионат СССР по лёгкой атлетике в помещении 1987
Чемпионат СССР по лёгкой атлетике в помещении 1987 года прошёл 6—8 февраля в Пензе в манеже Дворца спорта «Рубин». На протяжении 3 дней были разыграны 23 комплекта медалей.
Несмотря на отсутствие нескольких лидеров сборной страны, на соревнованиях был показан ряд высоких результатов. Наталья Лисовская обновила рекорд СССР в толкании ядра, показав второй результат в мире в истории дисциплины — 22,14 м.
Высшие всесоюзные достижения установили Мария Пинигина в беге на 400 метров (52,03) и Марина Жирова на дистанции 60 метров (7,16 — повторение рекорда).
Геннадий Авдеенко предпринял попытку побить рекорд страны в прыжке в высоту, которая закончилась безуспешно. Тем не менее, его победный результат, 2,35 м, оказался всего на один сантиметр хуже рекорда.
Сергей Смирнов выиграл толкание ядра со вторым результатом в истории страны — 21,40 м.
В мужском тройном прыжке пять человек преодолели 17-метровый рубеж, а чемпионом с попыткой на 17,48 м стал Олег Проценко.
Чемпионат СССР по многоборьям в помещении проводился отдельно 14—15 февраля 1987 года в Липецке.

## Медалисты

### Мужчины
| Дисциплина             | Золото                                      | Золото  | Серебро                                       | Серебро | Бронза                                      | Бронза  |
| ---------------------- | ------------------------------------------- | ------- | --------------------------------------------- | ------- | ------------------------------------------- | ------- |
| 60 м                   | Виктор Брызгин Украинская ССР Ворошиловград | 6,60    | Владимир Муравьёв Казахская ССР Караганда     | 6,67    | Вадим Давыдов Москва                        | 6,70    |
| 200 м                  | Николай Разгонов Украинская ССР Донецк      | 21,30   | Андрей Федорив Москва                         | 21,52   | Бесик Гоциридзе Грузинская ССР Тбилиси      | 21,61   |
| 400 м                  | Владимир Просин РСФСР Саратов               | 47,37   | Аркадий Корнилов Ленинград                    | 47,55   | Александр Багаев Ленинград                  | 48,02   |
| 800 м                  | Владимир Граудынь Москва                    | 1.50,19 | Анатолий Миллин РСФСР Чебоксары               | 1.50,37 | Валерий Стародубцев РСФСР Иркутск           | 1.50,80 |
| 1500 м                 | Игорь Лоторёв Москва                        | 3.45,93 | Павел Федоренко Литовская ССР Паневежис       | 3.47,57 | Анатолий Калуцкий РСФСР Челябинск           | 3.47,71 |
| 3000 м                 | Евгений Жеребин РСФСР Челябинск             | 7.59,89 | Михаил Дасько Ленинград                       | 8.00,66 | Николай Матюшенко Украинская ССР Харьков    | 8.04,39 |
| 3000 м с препятствиями | Александр Худяков РСФСР Московская область  | 8.30,11 | Мати Уусмаа Эстонская ССР Таллин              | 8.34,97 | Валерий Грязнов РСФСР Челябинск             | 8.39,68 |
| 60 м с барьерами       | Игорь Казанов Латвийская ССР Рига           | 7,61    | Сергей Усов Узбекская ССР Ташкент             | 7,72    | Александр Маркин Москва                     | 7,75    |
| Прыжок в высоту        | Геннадий Авдеенко Украинская ССР Одесса     | 2,35 м  | Андрей Морозов Ленинград                      | 2,32 м  | Александр Котович Украинская ССР Киев       | 2,29 м  |
| Прыжок с шестом        | Радион Гатауллин Узбекская ССР Ташкент      | 5,75 м  | Александр Обижаев Латвийская ССР Рига         | 5,65 м  | Григорий Егоров Казахская ССР Алма-Ата      | 5,60 м  |
| Прыжок в длину         | Игорь Харитонов РСФСР Смоленск              | 7,89 м  | Сергей Лаевский Украинская ССР Днепропетровск | 7,84 м  | Шамиль Аббясов Киргизская ССР Фрунзе        | 7,80 м  |
| Тройной прыжок         | Олег Проценко РСФСР Московская область      | 17,48 м | Владимир Черников Узбекская ССР Ташкент       | 17,35 м | Геннадий Валюкевич Белорусская ССР Минск    | 17,32 м |
| Толкание ядра          | Сергей Смирнов Ленинград                    | 21,40 м | Сергей Гаврюшин Москва                        | 20,83 м | Николай Бородкин Украинская ССР Хмельницкий | 20,59 м |

### Женщины
| Дисциплина       | Золото                                     | Золото  | Серебро                                | Серебро | Бронза                               | Бронза  |
| ---------------- | ------------------------------------------ | ------- | -------------------------------------- | ------- | ------------------------------------ | ------- |
| 60 м             | Марина Жирова РСФСР Московская область     | 7,16    | Надежда Рощупкина РСФСР Тула           | 7,25    | Ольга Антонова РСФСР Иркутск         | 7,26    |
| 200 м            | Светлана Червякова РСФСР Краснодар         | 23,62   | Майя Азарашвили Грузинская ССР Тбилиси | 23,91   | Марина Шмонина Узбекская ССР Ташкент | 23,97   |
| 400 м            | Мария Пинигина Украинская ССР Киев         | 52,03   | Ольга Назарова Москва                  | 52,48   | Надежда Заболотнева РСФСР Курган     | 53,14   |
| 800 м            | Татьяна Самоленко Украинская ССР Запорожье | 2.00,62 | Елена Медведева Белорусская ССР Минск  | 2.01,23 | Любовь Кирюхина Москва               | 2.01,81 |
| 1500 м           | Татьяна Самоленко Украинская ССР Запорожье | 4.08,63 | Елена Романова РСФСР Волгоград         | 4.11,83 | Светлана Китова Москва               | 4.13,46 |
| 3000 м           | Елена Романова РСФСР Волгоград             | 9.01,82 | Наталья Боборова Ленинград             | 9.05,44 | Фирая Султанова РСФСР Брежнев        | 9.10,38 |
| 60 м с барьерами | Наталья Григорьева Украинская ССР Харьков  | 7,90    | Елена Политика Украинская ССР Харьков  | 8,03    | Любовь Столяр Москва                 | 8,10    |
| Прыжок в высоту  | Марина Дегтярь Украинская ССР Одесса       | 1,94 м  | Тамара Быкова Москва                   | 1,94 м  | Альбина Казакова РСФСР Пермь         | 1,94 м  |
| Прыжок в длину   | Ирена Оженко Литовская ССР Вильнюс         | 6,88 м  | Елена Иванова Москва                   | 6,82 м  | Лариса Бережная Украинская ССР Киев  | 6,76 м  |
| Толкание ядра    | Наталья Лисовская Москва                   | 22,14 м | Наталья Ахрименко Ленинград            | 21,07 м | Валентина Федюшина Москва            | 19,74 м |

## Чемпионат СССР по многоборьям
Чемпионы страны в многоборьях определились 14—15 февраля 1987 года в Липецке в манеже Дворца спорта «Юбилейный». В соревнованиях принимали участие спортсмены из ГДР, противостоявшие сборной СССР в легкоатлетическом матче.

### Мужчины
| Дисциплина | Золото                     | Золото    | Серебро                 | Серебро   | Бронза                | Бронза     |
| ---------- | -------------------------- | --------- | ----------------------- | --------- | --------------------- | ---------- |
| Семиборье  | Александр Арешин Ленинград | 6103 очка | Игорь Самылов Ленинград | 5961 очко | Сергей Желанов Москва | 5947 очков |

### Женщины
| Дисциплина | Золото                                | Золото     | Серебро                            | Серебро   | Бронза                                 | Бронза     |
| ---------- | ------------------------------------- | ---------- | ---------------------------------- | --------- | -------------------------------------- | ---------- |
| Пятиборье  | Светлана Бурага Белорусская ССР Минск | 4666 очков | Татьяна Шпак Украинская ССР Донецк | 4553 очка | Вера Юрченко Украинская ССР Кривой Рог | 4520 очков |